# Angeot
Angeot là một xã của tỉnh Territoire de Belfort, thuộc vùng Bourgogne-Franche-Comté, đông bắc Pháp.

## Thông tin nhân khẩu
Theo điều tra nhân khẩu năm 1999, xã này có dân số 280.
Ước tính năm 2006 là 295.